# صدراعظم بزرگ

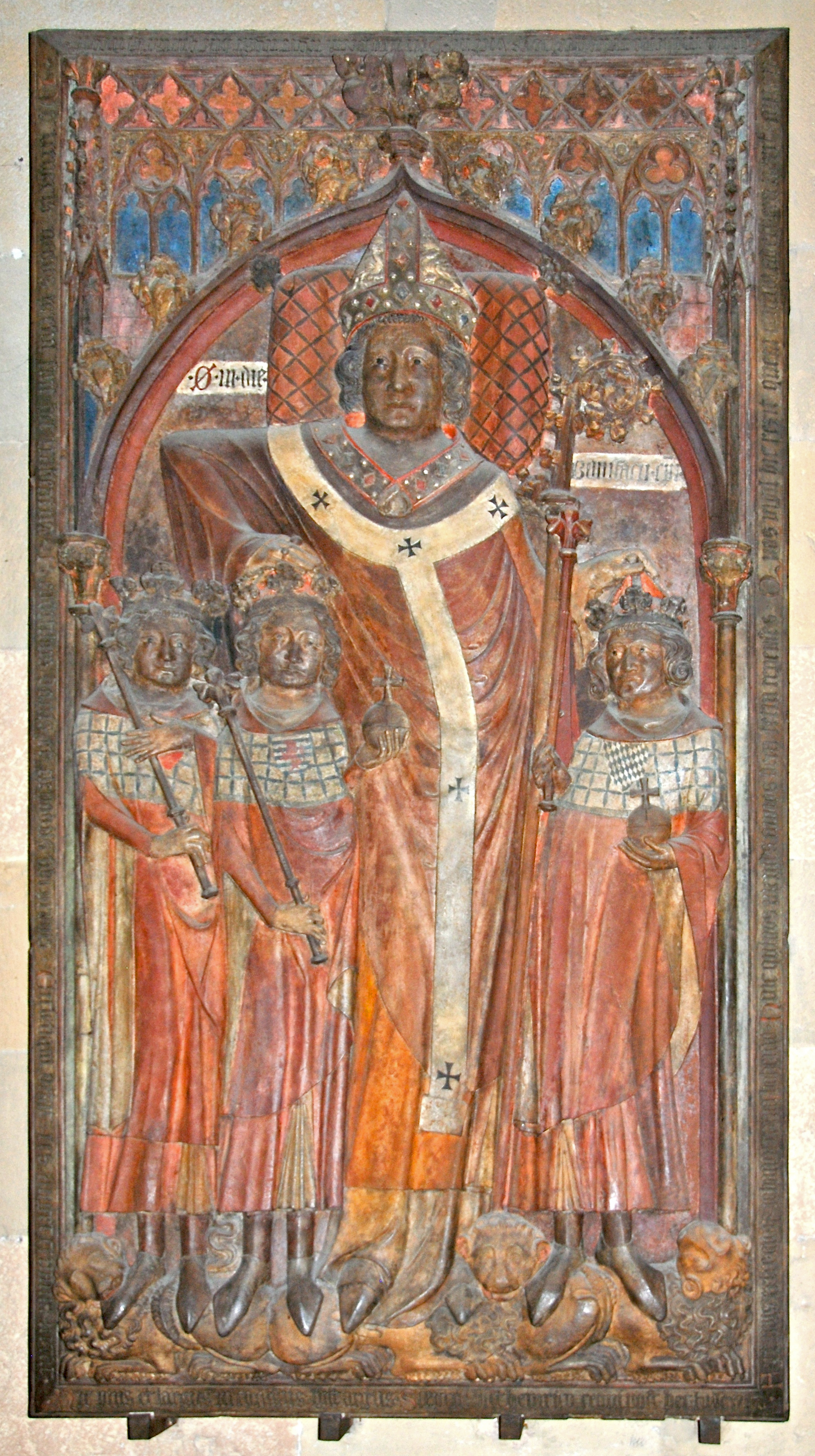
آرامگاه پیتر اسپلت، شاهزاده-اسقف اعظم ماینتسو صدراعظم بزرگ آلمان (۱۳۰۶-۱۳۲۰)، کلیسای جامع ماینتس

یک صدراعظم بزرگ (لاتین: archicancellarius، آلمانی: Erzkanzler) یا سرصدراعظم یک عنوان بود که در امپراتوری مقدس روم به عالی‌رتبه‌ترین و بالامقام‌ترین شخص بزرگ داده می‌شد، و همچنین برخی از اوقات در طی سده‌های میانه برای مشخص‌کردن یک صاحب‌منصب که بر کار صدراعظم‌ها یا سردفترهای اسناد رسمی برنگری می‌نمود اطلاق می‌شد.

## صدراعظم‌های بزرگ امپراتوری مقدس روم
- باردو (حدود ۱۰۴۲–۱۰۵۱)[۲]
- لیوتپولد (حدود ۱۰۵۵–)[۳]
- برونو (حدود ۱۱۱۴)[۴]
- آلبرشت (حدود ۱۱۳۰)[۵]